# Hans Rosling
Hans Rosling (27 de julho de 1948 – 7 de fevereiro de 2017) foi um médico sueco, acadêmico e orador público. Ele foi um professor de saúde internacional no Instituto Karolinska e foi o co-fundador e presidente da Fundação Gapminder, que desenvolveu o sistema de software Trendalyzer. Ele realizou apresentações em todo o mundo, incluindo várias TED Talks nas quais ele promoveu o uso de dados (e visualização de dados) para explorar questões de desenvolvimento. Seu livro publicado postumamente Factfulness, em co-autoria com Anna Rosling Rönnlund e Ola Rosling, tornou-se um best-seller internacional.
Morreu a 7 de fevereiro de 2017, aos 68 anos, de câncer de pâncreas.

## Trabalho na área de saúde
Rosling passou duas décadas estudando surtos de konzo, uma doença paralítica, em áreas rurais remotas em toda a África e supervisionou mais de dez alunos de doutorado. Seu trabalho com Julie Cliff, Johannes Mårtensson, Per Lundqvist e Bo Sörbo descobriu que surtos ocorrem entre populações rurais famintas na África, onde uma dieta dominada por mandioca insuficientemente processada resulta em desnutrição simultânea e alta ingestão de cianeto na dieta.
A pesquisa de Rosling também dizia respeito a outras ligações entre desenvolvimento econômico, agricultura, pobreza e saúde. Ele foi um conselheiro de saúde para a Organização Mundial da Saúde, UNICEF e várias agências de ajuda. Em 1993, ele foi um dos iniciadores do Médecins Sans Frontières na Suécia. No Karolinska Institutet, ele foi chefe da Divisão de Saúde Internacional (IHCAR) de 2001 a 2007. Como presidente do Comitê Internacional de Pesquisa e Treinamento de Karolinska (1998-2004), ele iniciou colaborações de pesquisa em saúde com universidades na Ásia, África, Oriente Médio e América Latina. Ele iniciou novos cursos sobre saúde global e foi coautor de um livro texto sobre saúde global que promove uma visão de mundo baseada em fatos.

## Trendalyzer e Gapminder

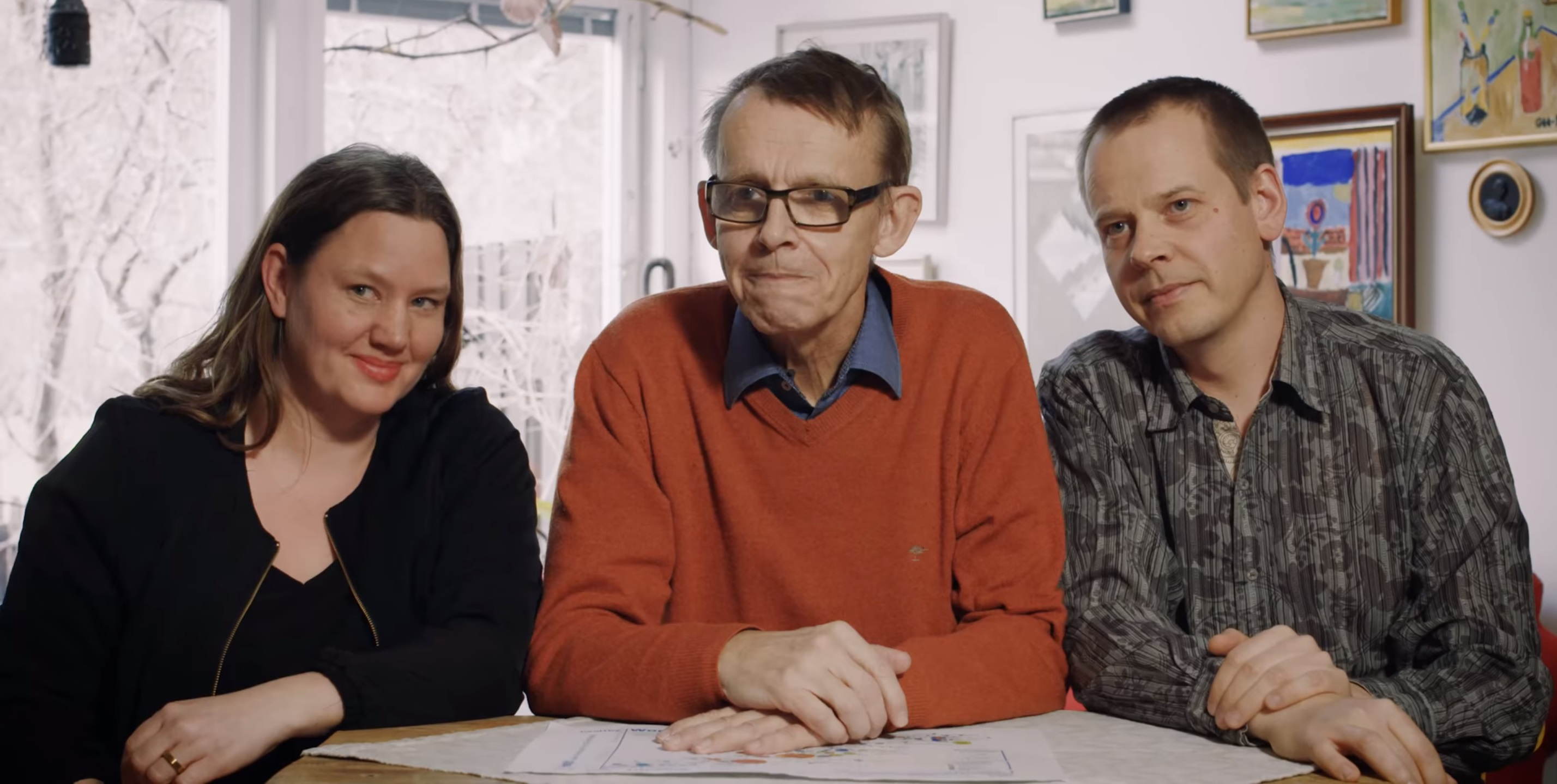
(Da esquerda para a direita) Anna Rosling Rönnlund, Hans Rosling e Ola Rosling discutem seu livro Factfulness em 2016

O filho de Rosling, Ola Rosling, construiu o software Trendalyzer para animar dados compilados pela ONU e pelo Banco Mundial que o ajudaram a explicar o mundo com gráficos. Rosling co-fundou a Fundação Gapminder junto com seu filho Ola e sua nora Anna Rosling Rönnlund para desenvolver o Trendalyzer para converter estatísticas internacionais em gráficos interativos e móveis. As apresentações provocativas que resultaram o tornaram famoso, e suas palestras usando gráficos Gapminder para visualizar o desenvolvimento do mundo ganharam prêmios. As animações interativas estão disponíveis gratuitamente no site da Fundação.
Em março de 2007, o Google adquiriu o software Trendalyzer com a intenção de ampliá-lo e torná-lo disponível gratuitamente para estatísticas públicas. Em 2008, o Google disponibilizou um Motion Chart Google Gadget e, em 2009, o Public Data Explorer.

## Publicações selecionadas
- Thorson, A.; Ragnarsson, A.; Rosling, H.; Ekström, A. (2010). «Male circumcision reduces HIV transmission. The risk of transmission from woman to man is halved». Lakartidningen. 107 (46): 2881–2883. PMID 21197783
- Hanson, S.; Thorson, A.; Rosling, H.; Örtendahl, C.; Hanson, C.; Killewo, J.; Ekström, A. M. (2009).  Husereau, Don, ed. «Estimating the Capacity for ART Provision in Tanzania with the Use of Data on Staff Productivity and Patient Losses». PLOS ONE. 4 (4): e5294. PMC 2667213. PMID 19381270. doi:10.1371/journal.pone.0005294
- Von Schreeb, J.; Riddez, L.; Samnegård, H.; Rosling, H. (2008). «Foreign field hospitals in the recent sudden-onset disasters in Iran, Haiti, Indonesia, and Pakistan». Prehospital and Disaster Medicine. 23 (2): 144–151; discussion 151–3. PMID 18557294. doi:10.1017/S1049023X00005768
- Schell, C. O.; Reilly, M.; Rosling, H.; Peterson, S.; Ekström, A. M. (2007). «Socioeconomic determinants of infant mortality: A worldwide study of 152 low-, middle-, and high-income countries». Scandinavian Journal of Public Health. 35 (3): 288–297. PMID 17530551. doi:10.1080/14034940600979171
- Von Schreeb, J.; Rosling, H.; Garfield, R. (2007). «Mortality in Iraq». The Lancet. 369 (9556): 101; author reply 103–4. PMID 17223462. doi:10.1016/S0140-6736(07)60058-0
- Elrayah, H.; Eltom, M.; Bedri, A.; Belal, A.; Rosling, H.; Ostenson, C. (2005). «Economic burden on families of childhood type 1 diabetes in urban Sudan». Diabetes Research and Clinical Practice. 70 (2): 159–165. PMID 15919129. doi:10.1016/j.diabres.2005.03.034
- Thanh, H. T. T.; Jiang, G. X.; Van, T. N.; Minh, D. P. T.; Rosling, H.; Wasserman, D. (2005). «Attempted suicide in Hanoi, Vietnam». Social Psychiatry and Psychiatric Epidemiology. 40 (1): 64–71. PMID 15624077. doi:10.1007/s00127-005-0849-6
- Rosling, H. (2004). «New map of world health is needed. North and South is changed to healthy and ill and West to rich and poor». Lakartidningen. 101 (3): 198–201. PMID 14763091
- Rosling, H.; Rosling, O.; Rosling Rönnlund, A. (2018). Factfulness: Ten Reasons We're Wrong About the World--and Why Things Are Better Than You Think. [S.l.]: Flatiron Books. 288 páginas. ISBN 9781250123817
- Rosling, H.; Härgestam, F. (2020). How I Learned to Understand the World: A Memoir. Flatiron Books. p. 256. ISBN 9781250266897